# Ștefan Bănică

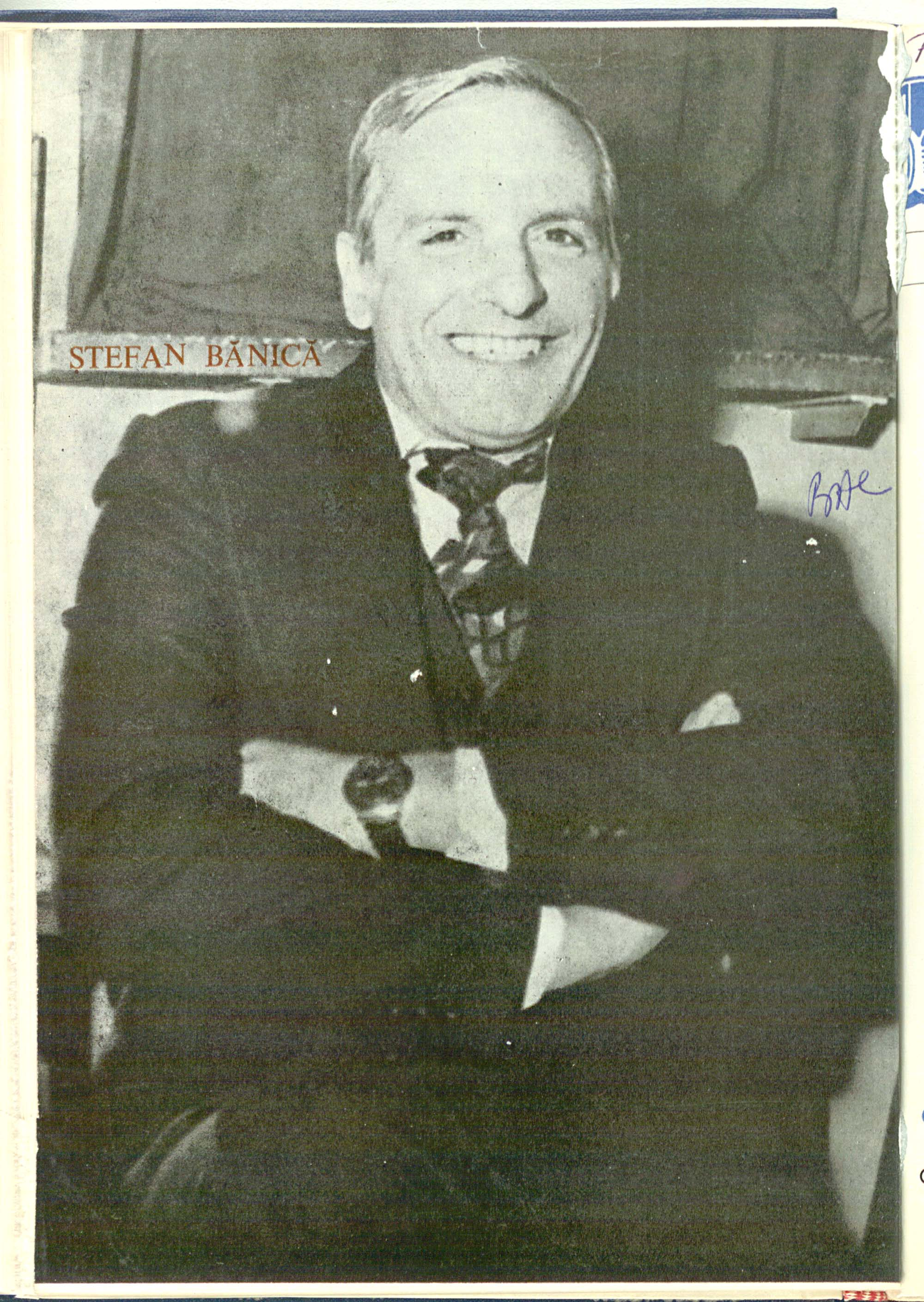
Ștefan Bănică

Ștefan Bănică (* 11. November 1933 in Călărași, Rumänien; † 26. Mai 1995 in Bukarest, Rumänien) war ein rumänischer Schauspieler und Sänger.

## Leben
Ab Mitte der 1960er Jahre trat Ștefan Bănică als Schauspieler in Filmen wie Vorstadtdrama, Der Tunnel und Golgatha 1929 und als Sänger mit Liedern wie Îmi acordați un dans, Cum am ajuns să te iubesc und Gioconda se mărită in Erscheinung. Er arbeitete unter anderem mit Regisseuren wie Francisc Munteanu und Sergiu Nicolaescu zusammen. Neben dem rumänischen Film war er auch am Theater beschäftigt.
Am 26. Mai 1995 verstarb Bănică im Alter von 61 Jahren. Er war in seinem Leben zweimal verheiratet. Mit der Journalistin Sanda Vlad-Liteanu hatte er einen Sohn, den späteren Sänger und Schauspieler Ștefan Bănică Junior. Die Ehe scheiterte nach wenigen Jahren und Bănică heiratete erneut. Sein zweiter Sohn Alexandru Silviu Bănică starb im Jahr 2000 an einem Autounfall.

## Filmografie (Auswahl)
- 1965: Vorstadtdrama (Dincolo de bariera)
- 1966: Amza, der Schrecken der Bojaren (Haiducii)
- 1966: Der Tunnel (Tunelul)
- 1966: Golgatha 1929 (Golgota)
- 1968: Die Radfahrer kommen (Vin cicliștii)
- 1970: Schlager in Konstanza (Cîntecele mării)
- 1978: September (Septembrie)
- 1978: Todesursache – Zyankali (Cianură și picatură de ploaie)
- 1979: Wer ist Milliardär? (Nea Mărin miliardar)